# Fiesta de Santa Isabel (Garganta la Olla)
La fiesta de Santa Isabel es el nombre que se da a un conjunto heterogéneo de celebraciones que tienen lugar durante los primeros cuatro días de julio en la villa española de Garganta la Olla, en la provincia de Cáceres.
Es la fiesta principal de la villa y en ella tienen lugar una serie de bailes folclóricos conocidos como la "danza de las italianas". Está dedicada a la Visitación de la Virgen, por lo que sale en procesión una imagen que representa a la Virgen María acompañada por su prima Santa Isabel. La fiesta incluye también festejos taurinos.

## Historia
Se conoce la existencia de esta fiesta en documentos sobre Garganta la Olla desde 1606-1607, época en la que estas danzas fueron reconocidas como religiosas por la diócesis de Plasencia, con autorización de Felipe III. El origen de las danzas es desconocido, aunque la tradición local sostiene su origen italiano y las asocia a bailes tradicionales que se conservan cerca de Nápoles, y ocasionalmente también a bailes de la isla griega de Creta. Según esta tradición, las danzas habrían sido traídas aquí por soldados y pastores que estuvieron en Italia en la época de la Corona de Aragón. Sin embargo, folcloristas como Manuel García Matos han rechazado esta hipótesis, y han señalado que "italianas" es un error al pronunciar "gitanas", pues estas danzas se asemejan a bailes tradicionales de esta etnia. Por la similitud de las descripciones, se cree que Miguel de Cervantes se inspiró en el baile que hoy se conserva en Garganta la Olla para escribir la novela La gitanilla.

## Celebración

### 1 de julio, día de la víspera
La celebración folclórico-religiosa la organiza la Cofradía de la Visitación, agrupación religiosa de composición exclusivamente masculina, en la cual hay cuatro mayordomos. La complejidad de la tradición se basa en la presencia de diez personas con muy diversas funciones: un guiador (también llamado "maestro" o "padre"), un tamborilero y ocho doncellas o "italianas". Estas últimas las eligen los citados cuatro mayordomos y forman cuatro parejas, denominadas por orden: "madres", "trasmadres", "poses" y "rabiconas".
El primer baile tiene lugar cuando salen las italianas a mediodía, recorriendo las calles de la villa anunciando la fiesta. En el portal de la iglesia de San Lorenzo, mientras repican las campanas, realizan un ensayo general de la danza, y nuevamente vuelven a recorrer las calles de la villa. En esta salida las italianas visten un traje que se caracteriza por el refajo de colores bordado.
Ese mismo día, por la tarde, vuelven a salir las italianas recorriendo las calles de la villa y acudiendo a la iglesia al rosario, a continuación se dirigen a casa del primer mayordomo, quien les ofrece un refrigerio y, una vez repuestas las fuerzas, de nuevo recorren las calles de la villa para, a la caída del sol, en el portal de la iglesia, otra vez, mientras repican las campanas, realizan un nuevo ensayo general de la danza. En esta ocasión, lucen un traje distinto, caracterizado por el uso de la falda plisada de color azul.

### 2 de julio, día de la Virgen
Cuando todavía es de madrugada salen las italianas, recorriendo una vez más las calles de la villa, anunciando el inicio del día grande de la fiesta, al amanecer, en el portal, mientras repican las campanas, realizan el último ensayo general de la danza y a continuación se dirigen a la casa del segundo mayordomo, que les ofrece el desayuno. En esta salida visten otro traje diferente, caracterizado nuevamente por el refajo o guardapiés de colores bordado. En esta salida portan por primera vez el peculiar gorro con espejo y un ramillete de flores que llevarán durante todo el día, hasta que finalicen los actos.
Por la mañana, salen otra vez las italianas a recorrer las calles de la villa y a la hora fijada, después de recoger a los mayordomos en sus casas, se dirigen todos a la casa del cura, donde se recoge al cura y el ramo, una estructura recubierta de helechos y roscas de pan y coronada por una cruz, desde donde se dirigen a la iglesia. Fuera, en la puerta de la iglesia, espera el ramo a que salga el cura a bendecirlo y seguidamente entran las italianas a recoger la imagen de la Virgen para iniciar la procesión. Durante la procesión van danzando en todo momento sin dar la espalda nunca a la imagen. Al llegar a la plaza, se detiene la procesión y allí las italianas ejecutan toda la danza, siendo el momento de mayor esplendor de la fiesta. Tras la procesión se celebra la misa, y a su conclusión se dirigen las italianas a la casa del tercer mayordomo, quien les convida a un refrigerio para recuperar las fuerzas. En esta salida y en lo que resta del día, las italianas lucen su personalísima indumentaria, caracterizada por la blancura de su ropa y el colorido de los pañuelos y las cintas que lo adornan.
Por la tarde salen por última vez las italianas a recorrer las calles de la villa, y tras recoger a los mayordomos y al cura, se dirigen a la iglesia para recoger a la Virgen y bajarla a la plaza, donde se procede a vender las roscas de pan que componían el ramo y a realizar el ofertorio, en el cual, las italianas, una por una, acompañas por el maestro de danza, o "bailaor", pasan danzando a ofrecer un roscón a la Virgen, a continuación pasan a ofrecer todas las mujeres que lo desean. Finalizado el ofertorio, se devuelve la imagen de la Virgen a la iglesia y las italianas se dirigen a la casa del cuarto mayordomo, que les ofrece un refrigerio y así se da por concluida esta parte de la fiesta, correspondiente a los actos religiosos.

### 3 y 4 de julio, festejos taurinos
Durante estos dos días, por la mañana en la plaza Diez de Mayo, previamente cerrada para estos festejos populares, se suelta una vaquilla para diversión de los asistentes y se celebra un encierro infantil con hinchables para diversión de los niños. A continuación, la gente se dispersa a tomar las cañas por todos los bares y las calles de la villa llenándolas de bullicio y alegría.
Por la tarde, cada día, en la plaza, se sueltan dos toros para que sean "corridos" al estilo tradicional verato, esto es a modo de capea, pudiendo participar todo aquel que lo desee. La plaza se llena del colorido de las peñas que abarrotan los "tablaos", andamios que previamente han montando alrededor del vallado, bebiendo y comiendo jamón, embutidos, etc.
Por la noche todos los días de la fiesta se celebra una verbena, amenizada por orquestas, o disco-móviles, y se puede disfrutar también de los distintos puestos de ventas y tómbolas propios de las ferias, así como de las distintas atracciones que vienen estos días.